# Hoogspanningsleiding over de Yangtze

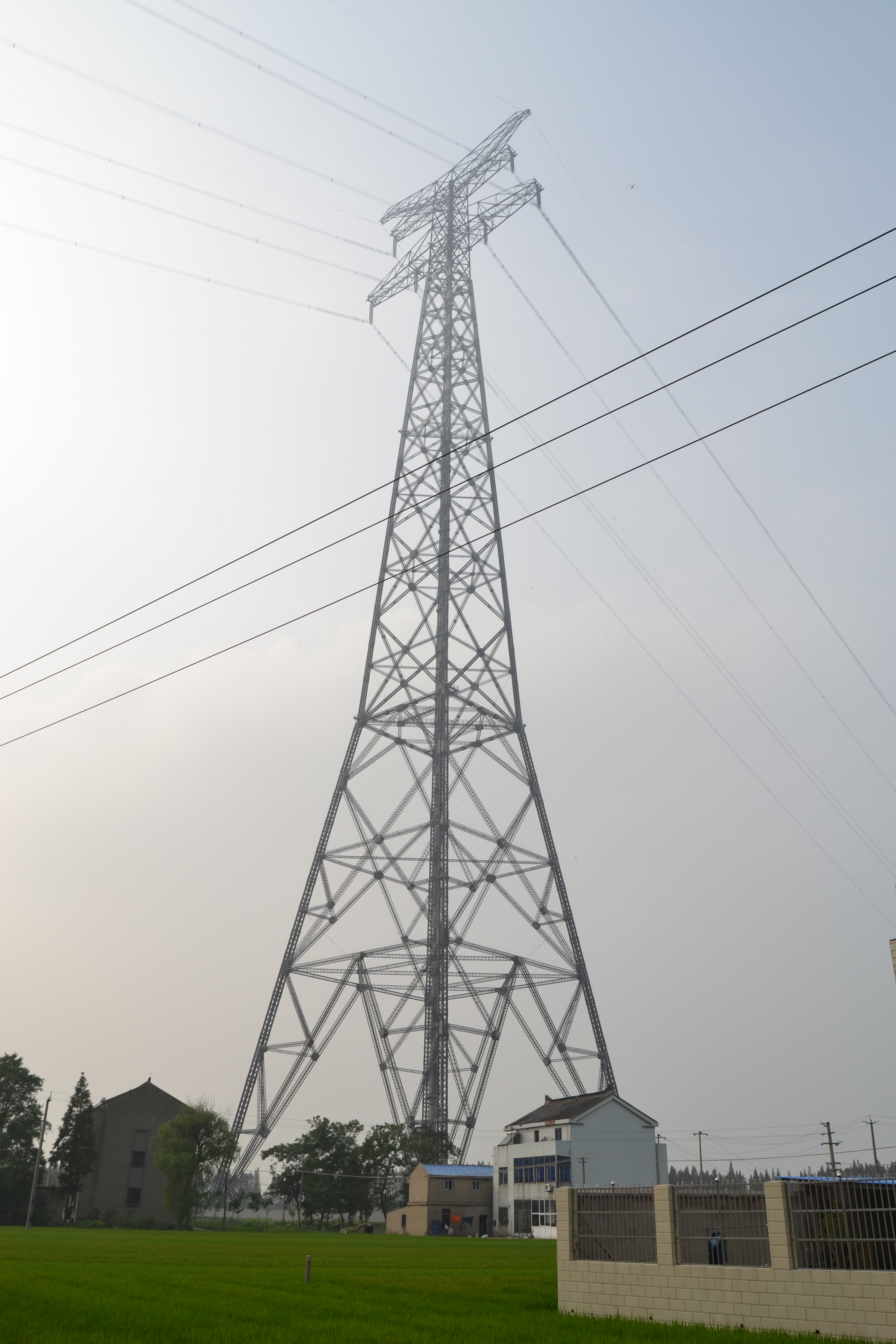
Een van de masten

De hoogspanningsleiding over de Yangtze is een hoogspanningsleiding die de Yangtze overspant ter hoogte van Jaingyin in China. De oversteek maakt deel uit van de 500-kV-leiding tussen de elektriciteitscentrale van Yan Cheng en het onderstation in Dou Shen in de provincie Jiangsu. De overspanning heeft een lengte van 2083 m en wordt gedragen door twee identieke hoogspanningsmasten van 346,5 m hoog, met elk een gewicht van 4192 ton. Deze masten zijn met afstand de hoogste ter wereld. De bouw begon op 8 november 2002, en ingebruikname volgde op 18 november 2004.